# Muriel Debié
Muriel Debié, née en 1967, est une historienne et syriacologue française.

## Biographie
Muriel Debié naît à Pau le 28 décembre 1967. Après des études à Henri-IV puis à l'École normale supérieure, elle s'engage dans une voie d'orientaliste à l'Institut catholique de Paris puis à la Sorbonne (Paris IV), où elle présente une thèse dirigée par Bernard Flusin sur l'historiographie syriaque occidentale. 
Elle enseigne comme directrice d'études à l'École pratique des hautes études (EPHE), où elle tient la chaire de Christianismes orientaux. L'un de ses sujets de recherche concerne les relations complexes qu'entretiennent les chrétiens et les musulmans dans les premiers califats musulmans. Par ailleurs, Muriel Debié intervient notamment à France Culture sur des sujets touchant à ses recherches, comme Ephrem le Syrien, la ville d'Antioche, la figure de Jacques de Saroug, entre autres,,,.
Elle est généralement considérée, avec sa collègue Françoise Briquel-Chatonnet, comme une syriacologue importante,. Les deux chercheuses collaborent aussi dans le cadre des Belles Lettres, dont elles dirigent l'édition de sa nouvelle collection consacrée à l'Orient chrétien,. Leur ouvrage commun, Le monde syriaque, reçoit un grand prix de la part de l'Institut du monde arabe en 2018, et le prix médiéviste de la Dame à la licorne. 
L'année suivante, en 2019, Debié participe à la rédaction du Coran des historiens,, puis rejoint l'Institut Universitaire de France comme membre senior en 2020.
En novembre 2022, elle devient chevalier de l'ordre national du mérite pour ses recherches universitaires.

## Distinctions
- Chevalier de l'ordre national du Mérite[19]

## Publications

### Monographies
- Arietta Papaconstantinou, Muriel Debié et Hugh Kennedy, Writing ‘True Stories’ : Historians and Hagiographers in the Late Antique and Medieval Near East, Brepols, 2010, xi + 230 (ISBN 978-2-503-52786-4, lire en ligne )
- Muriel Debié, L'Écriture de l'histoire en syriaque : transmissions interculturelles et constructions identitaires entre hellénisme et islam, Leuven, Peeters, 2015, xxxiv-724 (ISBN 978-90-429-3237-1, lire en ligne )
- Françoise Briquel-Chatonnet et Muriel Debié, Le Monde syriaque : Sur les routes d'un christianisme ignoré, Paris, Les Belles Lettres, 2017, 272 p. (ISBN 978-2251447155, EAN 9782251447155)
- Mohammad Ali Amir-Moezzi et Guillaume Dye, Le Coran des historiens, Paris, éditions du Cerf, 2019, 3408 p. (ISBN 9782204135511)
- Muriel Debié, Alexandre le Grand en syriaque : Maître des lieux, des savoirs et des temps, Paris, Les Belles Lettres, 2024, 656 p. (ISBN 978-2251454900, EAN 9782251454900)

### Articles
- Muriel Debié, « Du Grec en Syriaque : La transmission du récit de la prise d'Amid (502) dans l'historiographie Byzantine », Byzantinische Zeitschrift, vol. 96, no 2,‎ 2003, p. 601-622 (lire en ligne )
- Muriel Debié, « Place et image d'Antioche chez les historiens syro-occidentaux », Topoi. Orient-Occident,‎ 2004, p. 155-170 (lire en ligne  [PDF])
- Muriel Debié, « Noé dans la tradition syriaque. Une mer de symboles », Revue de l’histoire des religions,‎ 2015 (lire en ligne  [doc])
- Muriel Debié, « Réparer les brèches : monuments littéraires et théologie politique dans les villes syriaques des frontières », Semitica et Classica, vol. 1,‎ 2019, p. 231-254 (lire en ligne  [PDF])

## Liens
- Site officiel
- Ressource relative à plusieurs domaines :   - Radio France
- Ressource relative à la recherche :   - Persée
- Notices d'autorité :   - VIAF
  - ISNI
  - BnF (données)
  - IdRef
  - LCCN
  - Belgique
  - Pays-Bas
  - Pologne
  - Israël
  - NUKAT
  - WorldCat